# Kelau
Kelau is een bestuurslaag in het regentschap Lampung Selatan van de provincie Lampung, Indonesië. Kelau telt 1018 inwoners (volkstelling 2010).